# Villa Hermosa (Buenos Aires)
Villa Hermosa es una localidad que forma parte del aglomerado urbano de la localidad de La Emilia, perteneciente al partido de San Nicolás, en el extremo norte de la provincia de Buenos Aires (Argentina).

## Población
En 2001, la población de Villa Hermosa era de 233 habitantes (Indec, 2001). 
En 2010, la localidad de La Emilia (de cuyo aglomerado urbano forma parte Villa Hermosa) tenía 5325 habitantes (Indec, 2010).

## Historia
Alrededor del 1900, sobre el antiguo camino de tierra que unía San Nicolás de los Arroyos  con las tierras y establecimiento textil "La Emilia" de la familia Córdova, se instala una empresa. La fábrica de cartones y papel de Feruccio Cassatti. A partir de ahí se construyeron en el lugar, diversas viviendas donde se alojaron los obreros de esta papelera junto a sus familiares. 
En mayo de 1923 se desató un importante incendio que destruyó por completo las instalaciones de la Fábrica de Papel y Cartones, quedando solamente ruinas. Las familias que allí estaban asentadas, quedaron libradas a su suerte y muchas consiguieron empleo en la Fábrica Textil de La Emilia. Fue entonces que estas tierras fueron adquiridas por Don Ángel Hermosa, esposo de Águeda Lima, hermana del entonces dirigente conservador y futuro Vicepresidente de la Nación Vicente Solano Lima. 
Don Ángel Hermosa fue además propietario de una empresa de colectivos que unía ese lugar con La Emilia distante a 2 km y San Nicolás. 
Por ese motivo el caserío comenzó a denominarse Villa Hermosa quedando asentado con ese nombre en los registros de la Municipalidad de San Nicolás de los Arroyos.
Desde aquellos años en adelante, el barrio sufrió continuas inundaciones por parte del Arroyo del Medio, que divide las Provincias de Buenos Aires y Santa Fe y las familias que allí se encontraban perdían la totalidad de sus pertenencias viviendo casi en la indigencia. Fue así que el 5 de junio de 2017 se firmó un convenio que posibilitó entre la Municipalidad de San Nicolás y el Ministerio del Interior de la Nación para la relocalización de 35 familias en nuevas viviendas con todos los servicios que se construirían en barrios de San Nicolás.
Para octubre de 2018 se culminó con la relocalización de las familias que allí se alojaban, quedando solamente un par de ellas que optaron bajo su responsabilidad permanecer en el lugar.
Una vez relocalizadas las familias, la Municipalidad de San Nicolás procedió a destruir las  viviendas existentes para evitar nuevas usurpaciones y radicaciones. Ya no existiría el barrio de Villa Hermosa.